# 히가시타니 요시카즈
히가시타니 요시카즈(東谷義和, 1971년 10월 ~)는 일본의 정치인이다. 전직 유튜버로 유튜브 채널 <히가시타니 요시카즈의 가시 채널(예능계의 뒷면)>을 운영했다. 의류 회사인 QALB(카루브)의 전 사장, 전 사업가, NHK당 소속의 참의원 의원(초선)이다. 애칭이자 국회의원으로서의 명칭은 가시(ガーシー)이다. 신장은 180cm이며 혈액형은 A형이다. 참의원에 당선된 2022년 7월부터 아랍에미리트연방의 두바이에 체재하고 있다. 효고현 이타미시 출신이다.

## 개요
자동차 판매점을 거쳐 바 'MACCA'를 도쿄, 오사카, 삿포로, 오키나와에서 경영했다. 런던 부츠 1호 2호의 타무라 아쯔시(田村淳) 및 시마다 신스케(島田紳助), 밴드 우버월드(UVERworld)의 타쿠야(TAKUYA∞), 원 오크 록(ONE OK ROCK)의 타카(Taka) 등 여러 연예인들과 친교를 쌓았다.
토쿄 미나토구의 니시아자부(西麻布)에서 바 겸 연예기획사인 'ever free'를 설립해 대표이사 사장이 됐다. 의류 브랜드 'QALB'를 세우는 덩 여러가지 사업에 참여했고, 나중에는 사업을 양도했다.
나중에는 도박 의존증에 빠져 자금을 마련하기 위해 여러 연예인의 이름을 이용한 사기를 벌였다. 그러나 유튜버 히카루(ヒカル)가 자신의 이름을 무단 도용했다 하여 히가시타니를 고발했다. 경찰로부터 연락을 받은 히가시타니는 친구의 조언에 따라 두바이로 도주했다. 이후 지금까지 관계가 있었던 연예인들의 사생활을 폭로하는 폭로형 유튜버로 활동한다.
2022년에는 NHK당 소속으로 제26회 일본 참의원 의원 통상선거에 입후보했다. 28만 7714표를 얻어 당선해 참의원이 됐다.

## 생애

### 유소년~간사이 시절
효고현(兵庫県)의 이타미시(伊丹市)에서 태어났다. 이타미 공항 근처 재일 한국인이 많이 사는 코리아타운 구역 출신이다. 가족으로는 고등학교 교사인 부친, 모친과 여동생이 있다.
이타미시립 이타미 소학교, 이타미시립 이타미 서중학교, 효고현립 이타미 고등학교를 졸업하고, 한난 대학교(阪南大学)의 경제학부를 졸업했다. 대학생 시절에는 거리 경주를 했다고 한다.
1994년에는 오사카에서 판금공장, 자동차 판매 대리점을 개업했다. 오사카의 미나미의 바에서 우연히 만난 도쿄 베르디의 히로나가 유지(廣長優志)를 통해 론돈부츠1호2호의 타나카 아쯔시와 친분을 쌓았다.

### 사업가 활동
1995년 타무라 아쯔시의 부름을 받아 도쿄로 상경했다. 도쿄에서 자동차업을 경영하면서 타나카 아쯔시의 집에서 약 1년간 머물렀는데, 그 때에 배우인 카라토 료(唐渡亮)를 통해 시마다 신스케와 친분을 쌓았다.
도쿄 롯폰기에서 개그 콤비인 아메리카자리가니(アメリカザリガニ)의 히라이 요시유키(平井義之)와 공동 경영으로 바 'MACCA'를 열었다. 거기서 많은 여러 연예인들과 교제한다. 2000년에는 삿포로시와 오사카 키타신치(北新地), 오키나와에도 'MACCA'를 오픈했다.
2006년에는 도쿄 니시아자부에서 바 '프라이브'(プライブ)를 경영했다. 배우와 뮤지션들이 많이 방문한 것을 계기로 유명인들의 안내인(アテンド) 역할을 자처했다. 또한, 지인인 '좋아요 청년대'(いいとも青年隊) 출신의 배우 키시다 켄사쿠(岸田健作) 등이 소속된 연예기획사를 시작했다. 2011년에 동일본 대지진을 계기로 가게를 접기로 하고 '프라이드'를 폐점했다.
2017년 5월 26일에는 주식회사 'ever free'를 설립하고 대표이사 사장으로 의류 브랜드 'QALB'를 세웠다. 주로 의류제품 판매, TV, 라디오 프로그렘의 기획 및 제작, 광고 대행사 업무를 했다. 브랜드명인 'QALB'는 아랍어로 '심장'을 의미하며, '이제 싫증난다, 그래서 새로운 형태를'이라는 브랜드 컨셉이라고 한다. 브랜드 로고는 'NO MERCY'로, '자비가 없다'는 뜻이다. QALB의 공식 인스타그램에 여러 상품을 게재하고 있으며, 아라타 맛켄유(新田真剣佑), 야마다 타카유키(山田孝之), 니와 니키(丹羽仁希), 후지타 니코루(藤田ニコル) 등 여러 연예인들이 브랜드 모델로 활동했다.
2019년 5월 18일에는 전시장 마쿠하리 멧세(幕張メッセ)에서 개최된 일본 최대 규모의 패션, 음악 이벤트 '라쿠텐 걸스어워드 2019 스프링/서머'에서 야마다 타카유키가 'QALB스테이지'의 종합연출 프로듀서를 맡았다. 여기에 가수인 스카이-하이(SKY-HI), 타쿠야∞가 출연했고, 시크릿 게스트로 무로쯔요시(ムロツヨシ), 마기(マギー )가 나왔다. 또한 사토 타케루(佐藤健), 아라타 맛켄유가 출연한 영화 '바람의 검심 최종장'의 스탭 후드티를 만들었다.
2020년 6월, 주식회사 'ever free' 대표이사 사장을 사임하고 사업을 양도했다.

### 몰락
이후 바카라에 의한 불법도박과 갬블링 등에 몰두하여 도박 의존증에 빠지게 된다. 억엔 단위의 돈을 도박에 탕진하고, 아라타 맛켄유에게 빌린 6000만엔의 빚을 포함, 약 3억엔의 빚을 지게 된다. 또한 방탄소년단을 만나게 해주는 대신 돈을 요구한 사기행위에 대해서도 도박을 하기 위한 돈 욕심이었다며 "도박에 너무 의존해서 돌아올 수가 없었다"라고 말했다.
도박 의존증으로 자살한 아버지와 같은 길을 걷기로 결의하고, 1993년 나온 책 <완전자살 매뉴얼>의 내용을 참고하여 눈 덮인 산에서 술에 취한 채로 죽는 것이 가장 편하다고 생각해 실행에 옮겼으나, 자살미수에 그쳤다. 이후 모친으로부터 "도박으로 소중한 사람을 두 명이나 잃게 하지 말아라"고 강한 꾸짖음을 듣고 다시 한번 생명의 소중함을 알게 됐다고 한다. 이후 소지금 110엔을 들고 두바이로 도피했다.

### 유튜버로 변신
2021년 12월 10일, 유튜버 히카루가 유튜브에서 히가시타니의 사기 행위를 폭로했다. 사기 행위의 내용은 기업 광고 영상을 위해 '히카루를 캐스팅할 수 있다'며 광고비용과 캐스팅비용을 요구했다는 것었다. 또한, 히카루를 고발한 남성 직원에 따르면, 히가시타니는 다른 유명인이나 유튜버도 캐스팅 할 수 있다고 속였던 사실이 밝혀졌다. 하지만 캐스팅 비용을 송금했음에도 끝까지 영상 촬영이 이뤄지지 않았으며, 환불을 요구하자 '환불하겠다'며 환불기간을 연장하다가 결국 환불은 하지 않았다.
이후 피해자가 경찰에 피해 신고를 했다. 니시요도가와(西淀川) 경찰서가 히가시타니에게 직접 연락을 해오자 그는 친구의 조언을 따라 친척에게 빌린 돈을 들고 두바이로 해외도피를 했다. 지인인 변호사에게 상담한 결과 최악의 경우 징역 5년형도 가능하다는 말을 듣고 "55세(당시 50세)에 속세에 나와서 뭘 할수 있겠나. 어떻게든 변제해서 화해(示談)를 이끌어내야 한다"며 절박한 심정을 드러냈다고 한다.
2022년 2월 17일에 '히카루는 들어라! 히가시타니 요시카즈가 그 사건에 대해 전부 말씀드리겠습니다'는 제목으로, 유튜브 채널 <히가시타니 요시카즈의 가시 채널(예능계의 뒷편)>을 개설했다. 히카루의 고발영상으로 인해 그동안의 사회적 신용을 잃었다며 분노를 드러냈다. 지금까지 융숭하게 대접해줬던 연예인들에게 손바닥 뒤집듯이 당한 것에 대한 복수심에 불타 폭로 유튜버로 활동하기 시작했다. 3월 4일에는 서브 채널인 <가시의 서브채널>을 개설해, 반(反)폭로를 컨셉으로 좋은 이야기, 즐거운 추억이야기, 지역별 추천하는 맛집 정보를 중심으로 영상을 올리고 있다.
같은 해 4월 4일, 참의원 행정감시위원회에서 NHK당의 하마다 사토시(浜田聡) 의원이 질의 시간에 가시 채널의 개요와 히가시타니에 의해 도박행위와 사기행위를 폭로당한 연예인이 NHK에 출연하는 것에 관해 질의했다. 하마다 의원은 폭로내용의 진위는 불확실하지만 만약 진실일 경우에는 문제가 될 수 있다고 했다. 당시 기사에 따르면 히가시타니의 가시 채널은 1개월 만에 100만 명에 가까운 구독자를 달성했다고 한다.

같은 해 4월 7일, '히가시타니 요시카즈의 가시 채널(연예계의 뒷면)'의 구독자 수가 100만 명을 넘었다. 첫 게시 이후 49일 만에 기록을 달성한 것인데, 이는 역대 채널 구독자 수 달성일수 랭킹 9위에 해당한다. 이 쯤부터 아르바이트를 그만두고 유튜브 활동에 전념했다.
같은 해 5월 25일 히가시타니는 유튜브 본채널 생방송에서 7월 10일 치뤄지는 제 26회 참의원 통상선거에서 NHK당의 공천을 받아 비례대표로 입후보하겟다는 의사를 표명했다. NHK당은 다음날 히가시타니를 공천했는데, 선거에서는 본명이 아니라 통칭인 '가시'를 사용한다고 발표했다.
같은 해 7월 5일, 유튜브 채널 계정이 삭제조치를 당하면서, 본채널에는 다른 유튜버와의 합방 영상과 선거 투표에 관한 영상, 서브채널에는 시마다 신스케의 은퇴의 진상에 관한 영상을 제외한 모든 영상이 삭제됐다. 이후 살롱이 만들어질 때까지 본채널에서는 생방송만 진행했고, 방송이 끝난 후에는 다시보기를 남기지 않고 편집 영상만 남겼다. 하지만 7월 13일에는 본채널과 서브체널이 모두 정지당했다.
같은 해 7월 16일, 유튜브 계정이 정지됨에 따라 앞으로는 시청자로부터 넘겨받은 유튜브 채널에서 생방송을 진행하겠다고 밝혔다. 이 채널에서 발생한 슈퍼챗을 포험한 수익금 전액은 이 계정의 본래 소유자에게 넘기고, 참의원 선거의 공약이기도 한 47개 도도부현 폭로도 같은 방식으로 진행하겠다고 밝혔다. 7월 19일에는 1000개 이상의 유튜브 채널을 모았다고 한다. 하지만 유튜브에서는 구독자 수가 1000명 미만인 경우에 생방송이 불가능하기 때문에, 생방송이 가능한 곳에서는 생방송을 하고, 생방송이 불가능한 채널에서는 촬영한 영상을 업로드하겠다고 밝혔다.

### 정계 진출
2022년 7월 10일 열린 제26회 참의원 통상선거 개표 결과 NHK당은 비례대표 1석을 획득했다. 히가시타니는 NHK당 후보자 중에서 최다득표를 기록해 참의원에 당선됐다. 참의원 임기는 같은 해 7월 26일부터 6년간이다. 소속 위원회는 총무위원회다.
개표 당일 트위터 트렌드 워드 랭킹 1위에 '가시 당선'이 선정됐다. 비례대표 선거에서도 히가시타니는 28만7714표를 얻어 비례 후보자 중에서 득표랭킹 10위에 올랐다. (일본 참의원 비례대표 선거에서는 특정 후보자의 이름을 적을 수 있다) 히가시타니의 득표로 인해 NHK당은 2%의 득표율을 넘겨 공직선거법상의 정당요건을 유지하게 됐다.
같은 해 7월 15일, NHK당 당수 타치바나 타카시(立花孝志)는 히가시타니가 첫 등원일로 예정된 8월 3일에 소집된 임시국회에는 결석한다고 발표했다. 타치바나는 그 이유에 대하여 "자신이 사기 혐의로 경찰의 수사를 받고 있으며, 귀국하면 체포될 우려가 있기 때문"이라며, "아베 씨의 사건에서 저런 일이 일본에서 일어나는 것을 보며, 유쾌범(愉快犯)을 포함해 나를 어떻게든 하려고 생각하는 녀석이 나올 것 같습니다. 솔직히 말하면 엄청 무섭습니다"라고 밝혔다. 또한, 체포되지 않는다는 보장이 없는 한, 두바이에서 귀국할 예정은 현재로는 없다고 말했다. 7월 26일에는 출국 목적지(渡航先)를 아랍에미리트연방, 출국 목적을 '정치경제상황 조사', 귀국일을 '미정'으로 기재한 해외여행 신청서를 제출했으나 8월 2일 참의원 운영위원회에서 각하됐다. 결국 8월 3일 제209회 국회에 불참했으며, 히가시타니는 회기 중에는 등원하지 않았다.
같은 해 7월 28일, 산토 아키코(山東昭子) 참의원 의장은 히가시타니 본인의 신청에 따라 의원 이름을 본명이 아닌 '가시'로 사용할 수 있게 허가했다. 외국어 표기로는 'GaaSyy'다. 카타카나만으로 활동한 것은 2002년 핀란드 출신의 민주당 의원 쯔루넨 마루티(ツルネン・マルテイ) 이후 두번째다.
같은 해 8월 2일에는 겐토샤(幻冬舎)를 통해 첫 저서인 <죽는다면 다함께>(死なばもろとも)를 출판했다. 책의 광고 카피는 '레이와의 다크 히어로. 최초의 종이폭탄'이었다. 자신의 인생, 안내자(アテンダー)라는 뒷장사(裏稼業)의 실태, 연예계의 겉과 속, 정치, 경제, 연예, 언론의 부패 등에 관한 내용을 담고 있다. 발매 전부터 아마존 출판 종합순위에서 1위를 차지했다. 초판 5만 부, 발매 하루만에 발행부수 10만 부를 돌파했다.
같은 해 7월 31일, 규약위반으로 계정 정치된 자신의 유튜브 본채널 대신에 새로운 유튜브 채널을 개설했다. "여기서 끝까지 해볼테니 지켜봐주세요!"라며 시청자들에게 부활을 선언했으나, 새 계정도 개설 10시간만에 정지됐다.
같은 해 8월 12일, 유튜버 코레코레(コレコレ)의 방송에 출연해 첫 국회 등원은 2023년에 소집될 통상국회(정기국회)라고 발표했다. 불체포특권 속에서 조사를 받을 각오가 돼있다고 말했다.
같은 해 8월 19일, 자신의 인스타그램에서 9월 1일부터 온라인 살롱 'GASYLE'(가시루)을 개설하겠다고 발표했다. 23일부터 시범 오픈했다. 가시루는 월정액을 내고 보는 동영상 서비스다. 과거 유튜브 채널에서처럼 연예계, 경제계, 정계의 유명인들의 불상사를 폭로하는 것이 주 컨텐츠다. 가시루는 자신의 활동명인 '가시'를 동사형으로 변형한 것으로, '언론 자유를 존중하는 SNS'를 그 슬로건으로 내세우고 있다.
같은 해 9월 30일, 여야당은 히가시타니가 참의원 운영위원회 이사회에 제출한 해외여행 신고서에 대해 10월 3일 소집한 임시국회에서도 허가하지 않기로 전원일치로 결정했다.
2023년 1월 11일, 동영상 게시 사이트에서 유명인을 반복적으로 협박하는 내용을 배포한 혐의 등으로, 경시청은 히가시타니의 관계처를 가택수색했다. 혐의는 폭력행위등처벌법 위반(상습 협박)과 명예훼손이다.
같은 해 1월 30일, 오쯔지 히데히사(尾辻秀久) 참의원 의장은 국회 출석을 요구하는 '초대장'(招状)을 발부했다. 국회법이 정한 7일간의 출석기한을 넘겼기 때문에 2월 8일에 의장은 히가시타니를 징벌위원회에 넘겼다.
같은 날, 히가시타니는 일반사단법인 코라보(Colabo)에 대해 "위탁비 유용방지에 관한 최소한의 조항조차 계약서에 기재하지 않은 단체는 보조할 적격성이 없다"는 등의 질문주의서를 제출했다. 이는 히가시타니가 당선 이후 처음으로 제출한 것이다. 2월 17일 각의에서 정부는 "보조는 여러가지 관점에서 종합적으로 판단하는 것"이라고 회답했다.
같은 해 2월 21일, 참의원 징벌위원회는 히가시타니에 대해 세번째로 무거운 징계인 '공개 회의장에서의 사과'를 전원일치로 결정했다. 다음날인 22일 참의원에서도 찬성 다수로 가결됐다. 3월 7일, 히가시타니는 당 관계자를 통해 사과하는 참의원 본회의에 결석할 의향을 밝혔다. 그는 사과 동영상 제출을 희망했으나, 참의원 운영위원회의 여야 간사는 이를 거부했다. 8일, 히가시타니는 참의원 본회의를 결석했다. 오쯔지 히데히사 의장은 "참의원의 뜻을 따르지 않았다"며 징벌위원회에 회부할 것이라 선언했다. 한편, 히가시타니는 자신의 인스타그램 계정에 참의원에 제출한 사과 동영상을 업로드했다.
같은 해 3월 15일, 참의원은 히가시타니 제명안을 찬성 235, 반대 1로 가결시켜 히가시타니는 참의원 자격을 잃었다.

## 역대 선거 결과
| 실시년도 | 선거     | 대수 | 직책        | 선거구   | 정당  | 득표수     | 득표율         | 순위 | 당락 | 비고 |
| -------- | -------- | ---- | ----------- | -------- | ----- | ---------- | -------------- | ---- | ---- | ---- |
| 2022년   | 통상선거 | 26회 | 참의원 의원 | 비례대표 | NHK당 | 287,714 표 | \| \| 68.7% \| | 1위  |      |      |
|          | 68.7%    |      |             |          |       |            |                |      |      |      |

## 저서
- <죽는다면 다함께> (겐토샤, 2002년 8월 2일) - ISBN 978-4-344-03992-6